# Howard Vaughton
Oliver Howard Vaughton (Aston, 9 gennaio 1861 – 6 gennaio 1937) è stato un calciatore inglese, di ruolo attaccante.
Il 18 febbraio 1882 esordisce a Belfast con l'Inghilterra contro l'Irlanda del Nord: il match finisce 13-0 per gli inglesi e Vaughton stabilisce diversi record. Tra gli altri, è il primo giocatore dell'Aston Villa a esser convocato nella selezione inglese (condiviso con Arthur Alfred Brown). Segna anche nella sua seconda uscita con la Nazionale inglese, venendo convocato in altre tre occasioni senza andare in gol. Nel 1887 vince la FA Cup con l'Aston Villa.

## Palmarès
- Coppa d'Inghilterra: 1

Aston Villa: 1886-1887